# Martyrium
Un martyrium (nom provinent del llatí, literalment 'martiri'; plural martyria) és un edifici religiós amb la planta central construïda sobre la tomba d'un màrtir o sant, com el Sant Sepulcre de Jerusalem. De vegades pot estar inclòs dintre d'un pla basilical, com la basílica de Sant Pere del Vaticà.